# Gustaw Pokrzywka
Gustaw Pokrzywka (ur. 28 listopada 1899 w Rzeszowie, zm. 11 czerwca 1987 w Krakowie) – polski wojskowy mechanik lotniczy, zwycięzca, wspólnie z Jerzym Bajanem, Międzynarodowych Zawodów Samolotów Turystycznych Challenge 1934.

## Życiorys

### Początek służby wojskowej
Gustaw Pokrzywka otrzymał powołanie do wojska austro-węgierskiego pod koniec 1916 roku, został skierowany do Luftfahr Arsenal w Wiedniu. Ukończył tam szkołę mechaników lotniczych. Później służył na froncie włoskim, będąc mechanikiem w 67 kompanii lotniczej, a następnie w 6 etapowym parku lotniczym. Po wojnie, w listopadzie 1918 roku powrócił do Rzeszowa. Dostał przydział do polskiego pułku piechoty, ale będąc specjalistą lotniczym, został wkrótce skierowany na lotnisko Kraków-Rakowice-Czyżyny. Służył tam jako mechanik III eskadry lotniczej bojowej. Wraz z nią walczył w wojnie polsko-ukraińskiej i wojnie polsko-bolszewickiej. W 1921 roku został przeniesiony, wraz z eskadrą, do 1 pułku lotniczego w Warszawie. W 1926 roku otrzymał przydział do 11 pułku myśliwskiego w Lidzie. Następnie był szefem mechaników w 114 eskadrze myśliwskiej, która w 1928 roku została podporządkowana 2 pułkowi lotniczemu i przemianowana na 122 eskadrę myśliwską. Na początku lat 30. Pokrzywka ukończył kurs pilotażu. W 1935 roku ukończył kurs szefów mechaników, awansując ze stopnia starszego sierżanta na stopień chorążego.

### Osiągnięcia sportowe

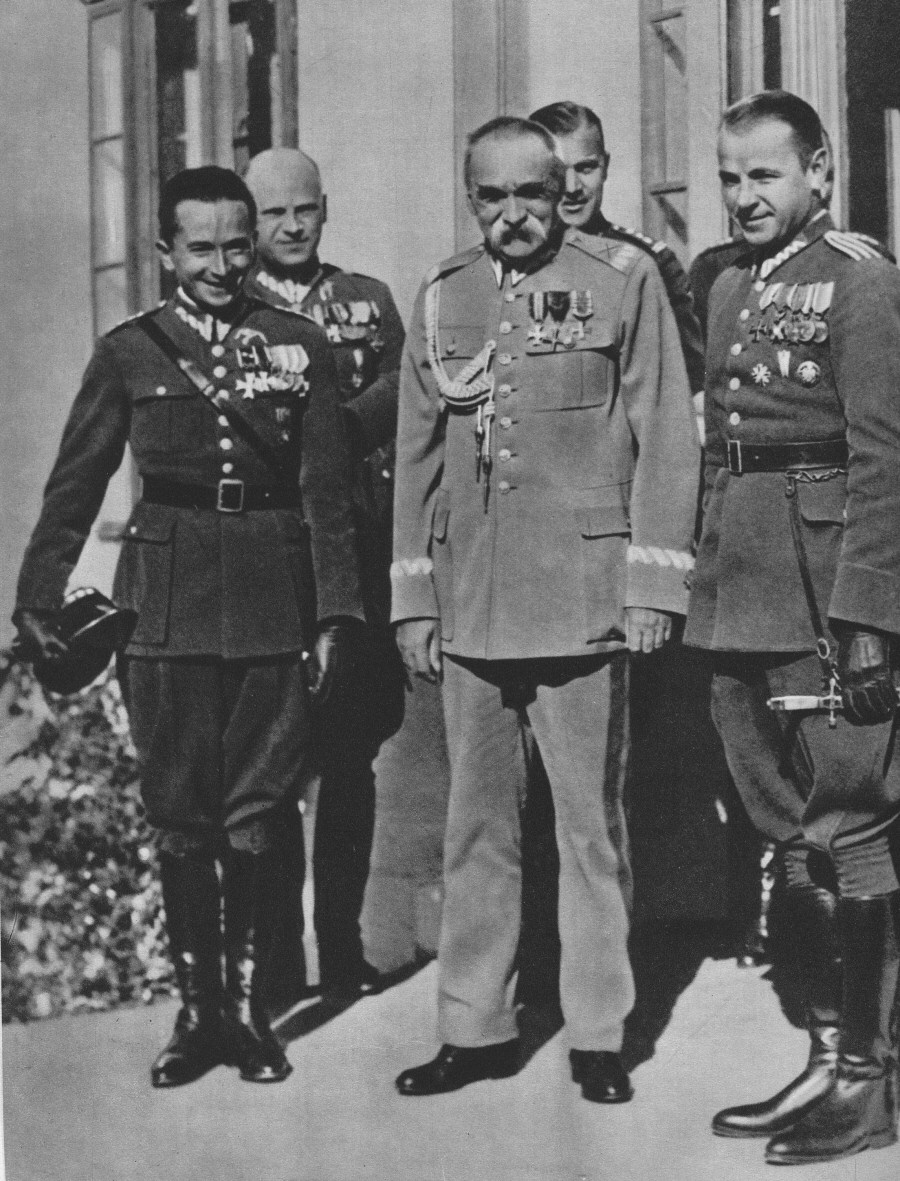
Gustaw Pokrzywka (po prawej) wraz z marszałkiem Józefem Piłsudskim (w środku) i Jerzym Bajanem (po lewej) po zwycięstwie w Challenge 1934

W 1929 roku w czasie III Lotu Małej Ententy i Polski Gustaw Pokrzywka był kierownikiem polskiej placówki technicznej w Bukareszcie. W latach 30. trzykrotnie był mechanikiem Jerzego Bajana w Challenge’ach. W 1930 roku załoga Bajan-Pokrzywka zajęła 32. miejsce, w 1932 – 10. (te zawody zakończyły się zwycięstwem polskiej załogi Franciszka Żwirki i Stanisława Wigury na samolocie polskiej konstrukcji RWD-6), a w 1934 roku odniosła zwycięstwo na polskim samolocie RWD-9. Drugie miejsce także należało do Polaków – samolot SP-DRC pilotowała załoga Stanisław Płonczyński i Stanisław Ziętek. Wcześniej, w 1933 roku Gustaw Pokrzywka wspólnie z Jerzym Bajanem uczestniczyli również w I Międzynarodowym Zlocie Gwiaździstym do Wiednia i Locie Alpejskim.

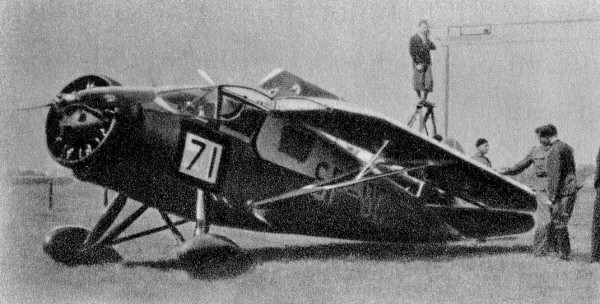
Polski samolot turystyczny RWD-9 podczas próby składania skrzydeł przed Międzynarodowymi Zawodami Samolotów Turystycznych Challenge 1934. Tym samolotem Bajan i Pokrzywka wygrali te zawody

### II wojna światowa i lata powojenne
We wrześniu 1939 roku służył jako oficer techniczny w III/2 dywizjonie myśliwskim. 17 września przekroczył granicę polsko-rumuńską i został internowany w Rumunii. Po ucieczce z obozu internowania przez Bejrut dostał się do Francji, gdzie w marcu 1940 roku został przydzielony jako oficer techniczny Polskich Sił Powietrznych we Francji do klucza bojowego w Châteauroux. W czerwcu 1940 roku, w obliczu klęski Francji, na awionetce Simons (złożonej przez siebie z dwóch rozbitych maszyn tego typu) poleciał do Wielkiej Brytanii. Otrzymał numer służbowy RAF 782433, w 1940 roku ukończył kurs instruktorów mechaników i został przydzielony do komisji kwalifikującej personel techniczny. W latach 1942–1943 służył w polskiej eskadrze zgrywania załóg.
11 lipca 1947 roku wrócił do Polski. Do 1950 roku pracował w fabryce czekolady Piasecki, później w Zakładach Przemysłu Cukierniczego „22 Lipca”. W 1965 roku przeszedł na rentę. Mieszkał w Krakowie. Po śmierci został pochowany na cmentarzu Rakowickim w Krakowie (kwatera VI-6-14).

## Ordery i odznaczenia
- Krzyż Walecznych
- Medal Lotniczy (czterokrotnie)[6]
- Złoty Krzyż Zasługi (16 września 1934)[7][8]
- Brązowy Krzyż Zasługi
- Defence Medal (Wielka Brytania)
- War Medal 1939–1945 (Wielka Brytania)[2]

## Upamiętnienie
W Krakowie na terenie Bieńczyc jedna z ulic nosi imię Gustawa Pokrzywki.